# Jim Duggan
James Edward Duggan, Jr. (Glens Falls, 14 de janeiro de 1954), mais conhecido pelo nome de ringue "Hacksaw" Jim Duggan, é um lutador de luta profissional estadunidense, atualmente contratado pela WWE para realizar aparições esporádicas. Ele é mais conhecido pelo personagem de um patriota americano, pelo uso de um pedaço de madeira 2x4 como arma, pelo grito de guerra "Hooo!" e pelos gritos de "U-S-A!" em apoio aos Estados Unidos.
Na WWF, Duggan foi o vencedor da primeira luta Royal Rumble em 1988 e, na WCW, foi uma vez Campeão dos Pesos-Pesados dos Estados Unidos e uma vez Campeão Mundial Televisivo, sendo o último lutador a conquistar este título. Em 2011, Duggan foi introduzido ao Hall da Fama da WWE.

## Início
Duggan cresceu em Glens Falls, Nova Iorque, onde se tornou um atleta no ensino médio. Seu pai foi chefe de polícia de Glens Falls. Duggan jogou futebol americano, wrestling, basquetebol e corrida.
Após se formar, ele foi recrutado pela Universidade do Estado de Ohio, mas escolheu jogar futebol na Universidade Metodista Meridional, onde se tornou capitão do time. Duggan é bacharel em biologia vegetal. Após a faculdade, Duggan foi contratado pelos Atlanta Falcons, mas foi demitido após lesões no joelho.

## Carreira
Jim Duggan passou a lutar graças a Fritz Von Erich. Os dois se conheceram quando Duggan estava em uma viagem de recrutamento na SMU. A primeira luta de Duggan aconteceu em 1979 contra Gino Hernandez, como um vilão. Treinando no Sportatorium em Dallas, Texas e com Peter Maivia, Duggan ganhou a atenção de Vince McMahon, Sr. e da World Wrestling Federation (WWF).
Após um curto tempo na WWF, Duggan passou a lutar na Georgia Championship Wrestling (GCW). Nesta época, Duggan era conhecido nos Estados Unidos como "Big" Jim Duggan e no Havaí como The Convict, um lutador mascarado. Após lutar no Alabama e no Texas, Duggan adotou o apelido de "Hacksaw".

### Mid-South Wrestling / Universal Wrestling Federation (1982—1986)

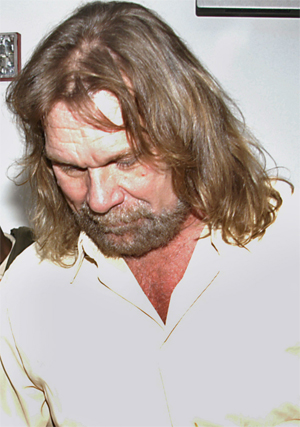
Duggan dando autógrafos para soldados feridos.

Em 1982, Duggan fez sua estreia na Mid-South Wrestling. Como um vilão, Duggan se uniu ao grupo Rat Pack com Ted DiBiase, Matt Bourne e Mr. Olympia. Após a estreia do novato "Hacksaw" Butch Reed, Duggan e Reed mantiveram uma rivalidade para definir o real "Hacksaw". O Rat Pack também manteve rivalidades com estrelas como Reed, Magnum T.A. e Junkyard Dog. Nesta época, Duggan interferiu em uma luta entre DiBiase e Junkyard Dog vestindo uma roupa de gorila. A distração fez com que Dog fosse derrotado e obrigado a deixar a promoção. Após DiBiase se aliar a Skandor Akbar, Duggan se tornou um mocinho e passou a carregar seu pedaço de madeira 2x4.
Duggan conquistou o Campeonato Mundial de Duplas da UWF com Magnum T.A. e, mais tarde, o Campeonato Norte-Americano dos Pesos-Pesados. Após a aposentadoria do título quando a Mid-South se tornou Universal Wrestling Federation em 1986, Duggan foi derrotado por Terry Gordy na final de um torneio para definir o primeiro Campeão Mundial dos Pesos-Pesados da UWF. Duggan, então, aliou-se a Terry Taylor e ganhou o Campeonato Mundial de Duplas pela segunda vez. Após ser derrotado por One Man Gang, Duggan deixou a UWF como estipulação prévia. Ele, então, foi contratado pela World Wrestling Federation (WWF).
Nesta época, Duggan se envolveria em uma briga com um fã, fraturando a órbita do olho do homem, que o processou e ganhou $25,432.

### World Wrestling Federation (1987—1993)

#### Estreia (1987)
Duggan foi contratado pela World Wrestling Federation (WWF) em janeiro de 1987, fazendo sua primeira aparição em pay-per-view no WrestleMania III. Nas semanas anteriores ao WrestleMania, Duggan começou uma rivalidade com Nikolai Volkoff. No evento, ele correu ao ringue antes da luta entre The Killer Bees e The Iron Sheik & Nikolai Volkoff, interrompendo Volkoff enquanto ele cantava o hino da Rússia. Mesmo sem conquistar nenhum título majoritário na WWF, por sete anos, Duggan foi um consistente mocinho com seu personagem patriota. Sua primeira luta importante aconteceu no Survivor Series de 1987, onde fez parte do time vencedor.

#### Vencedor do Royal Rumble (1988—1989)

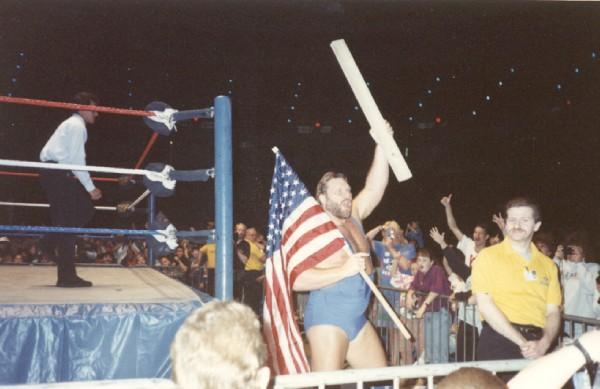
Duggan em um evento da WWF.

Duggan participou da primeira luta Royal Rumble em 1988, sendo o 13° participante de 20 lutadores. Ele venceu ao eliminar One Man Gang. Ele começou uma rivalidade com King Harley Race, o derrotando diversas vezes. No WrestleMania IV, ele participou de um torneio pelo vago Campeonato da WWF, sendo derrotado por Ted DiBiase na primeira rodada após interferência de André the Giant. Duggan e André passaram a se atacar em diversas ocasiões, interferindo em lutas um do outro. Duggan conquistou uma chance pelo Campeonato Intercontinental contra The Honky Tonk Man em julho de 1988, mas Honky Tonk foi desqualificado, mantendo o título.
Duggan passou a interpretar um patriota americano ao participar de diversas rivalidades com vilões estrangeiros em 1988. Ele se envolveu em uma disputa com Dino Bravo, e os dois estavam em times rivais na luta entre os times de Jake "The Snake" Roberts' e de André the Giant no Survivor Series. Duggan foi desqualificado após usar seu pedaço de madeira em Bravo. O time de Duggan foi eventualmente derrotado. Sua próxima rivalidade foi com Boris Zhukov, quem derrotou em uma luta de bandeiras no Saturday Night's Main Event XVIII. Ele recomeçou sua rivalidade com Dino Bravo, e no Royal Rumble de 1989, Duggan e The Hart Foundation (Bret Hart e Jim Neidhart) derrotaram Bravo e The Fabulous Rougeau Brothers (Jacques e Raymond) em uma luta de duas quedas. Ele se envolveu em uma rivalidade com Bad News Brown, culminando em um empate no WrestleMania V.

#### Patriota americano (1989—1992)
Até a metade de 1989, ele começou uma rivalidade com King Haku, que ganhou a coroa no Superstars de 9 de julho de 1988, quando Harley Race abdicou dela. Duggan derrotou Haku para ganhar a coroa e o título de "King of the Ring" no Superstars de 13 de maio de 1989. No Saturday Night's Main Event XXI, Duggan ganhou uma chance pelo Campeonato Intercontinental de "Ravishing" Rick Rude. Duggan venceu a luta por contagem, assim, não conquistando o título. No SummerSlam, Duggan e Demolition (Ax e Smash) derrotaram André the Giant e Twin Towers (Akeem e Big Bossman).

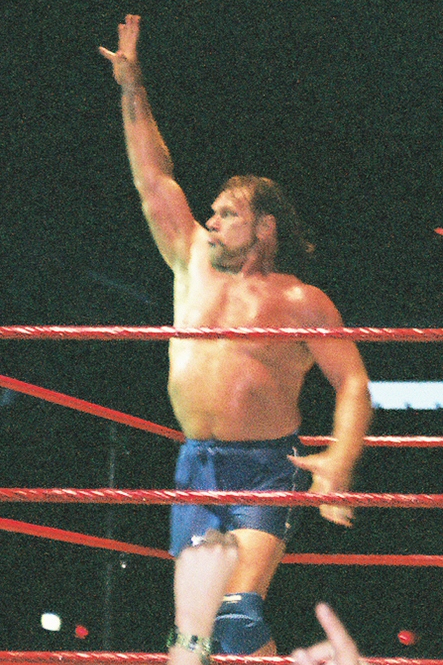
Duggan posa para fãs.

Ele eventualmente perdeu a coroa para "Macho Man" Randy Savage, que passou a se chamar "Macho King". No Survivor Series, ele capitaneou um time chamado "The 4x4's" contra o time de Savage, "The King's Court". O time de Duggan foi derrotado. Duggan começou uma rivalidade com Big Bossman em 1989, com Duggan vencendo-lhe por desqualificação no Royal Rumble de 1990. Ele enfrentou Randy Savage no Saturday Night's Main Event XXV. Duggan derrotou Dino Bravo no WrestleMania VI. Ele e Nikolai Volkoff começaram uma rivalidade com The Orient Express (Tanaka e Sato), vencendo-os no SummerSlam. No Survivor Series, ele fez parte do time de Hulk Hogan. O time de Hogan foi vitorioso, mas Duggan foi eliminado durante o combate. No Royal Rumble, Duggan foi eliminado por Mr. Perfect. Ele começou uma curta rivalidade com o Campeão da WWE Sgt. Slaughter, derrotando-o por desqualificação no The Main Event V. No fim de 1991, ele formou uma dupla com Slaughter. No Survivor Series, os dois, Texas Tornado e Tito Santana derrotaram o time de Col. Mustafa. No Saturday Night's Main Event XXX, Duggan e Slaughter derrotaram Beverly Brothers (Blake e Beau). No WrestleMania VIII, ele, Virgil, Sgt. Slaughter e Big Bossman enfrentaram The Nasty Boys (Jerry Sags e Brian Knobs), The Mountie e Repo Man. Slaughter eventualmente se aposentou, enquanto Duggan voltou a lutar individualmente.

#### Queda de status e demissão (1992—1993)
Na metade de 1992, Duggan passou a participar de lutas menos importantes. No início de 1993, ele se envolveu em uma rivalidade com Yokozuna, desafiante pelo Campeonato da WWE agenciado por Mr. Fuji. Fuji falava mal dos Estados Unidos e desafiou Duggan para uma luta. A estipulação do combate dizia que, se Duggan derrubasse Yokozuna, ele venceria. No Superstars de 6 de fevereiro, Duggan derrubou Yokozuna, vencendo, mas foi atacado pelo oponente após a luta. Após o ataque, Duggan se envolveu na turnê UK Rampage, enfrentando Lex Luger em 11 de abril. Após a transmissão, Duggan foi novamente atacado por Yokozuna.
Ao retornar, Duggan desafiou Shawn Michaels pelo Campeonato Intercontinental no Monday Night Raw de 3 de maio. Michaels fugiu da luta, mantendo o título por contagem. Ele tiveram uma revanche em uma luta lumberjack. Duggan foi incapacitado por Yokozuna, um dos lumberjacks, sendo derrotado quando a luta acabou em desqualificação quando Mr. Perfect atacou Michaels. No King of the Ring, ele participou do torneio King of the Ring, sendo derrotado na primeira rodada por Bam Bam Bigelow. Duggan continuaria a aparecer na WWF durante o verão, deixando a companhia após perder diversas lutas para Yokozuna antes do SummerSlam.

### World Championship Wrestling (1994—2001)

#### Campeão dos Estados Unidos (1994)
Duggan foi contratado pela World Championship Wrestling (WCW) no fim de 1994, fazendo sua estreia no Fall Brawl, onde derrotou Steve Austin em 35 segundos para conquistar o Campeonato dos Pesos-Pesados dos Estados Unidos. Após se tornar campeão, Duggan começou uma rivalidade com Austin, o que eventualmente os levou a uma luta pelo título no Halloween Havoc, com Duggan vencendo por desqualificação. Os dois se enfrentaram novamente no Clash of the Champions XXIX, com Duggan novamente vencendo por desqualificação. O reinado de Jim Duggan acabou no Starrcade, onde foi derrotado por Vader.

#### Diversas rivalidades (1995—1998)
Depois de perder o título para Vader, Duggan passou a lutar no Saturday Night, onde afirmaria que sábado era "seu dia", explicando o motivo de aparecer quase que exclusivamente no programa. Ele derrotou Bunkhouse Buck no SuperBrawl V. Ele foi derrotado por seu antigo rival da WWF Meng em uma luta de artes marciais no Uncensored. No The Great American Bash, ele derrotou Sgt. Craig Pittman por desqualificação. No Bash at the Beach, Duggan foi derrotado por Kamala.
No final de 1995, Duggan começou uma rivalidade com Big Bubba Rogers, que culminou em uma derrota de Duggan no World War 3. Duggan participou da primeira battle royal envolvendo três ringues e 60 lutadores pelo vago Campeonato Mundial dos Pesos-Pesados da WCW, mas foi eliminado. Ele enfrentou Loch Ness na gravação do Main Event anterior ao SuperBrawl VI. No Slamboree: Lord of the Ring, Duggan e VK Wallstreet derrotaram The Blue Bloods (Lord Steven Regal e Squire David Taylor) antes de serem derrotados por Dick Slater e Earl Robert Eaton. Duggan, então, começou uma rivalidade com Diamond Dallas Page, sendo derrotado por ele no Bash at the Beach.
Duggan foi derrotado por Wallstreet em 15 de agosto de 1996, no Clash of the Champions XXXIII. Em 1998, Duggan foi diagnosticado com câncer nos rins.

#### Rivalidade com Revolution (1998—1999)
Após se curar, Duggan voltou a lutar, substituindo Buff Bagwell em uma luta contra Berlyn no Fall Brawl, sendo derrotado. Logo depois, Duggan se envolveu em uma história onde ele se tornou zelador da WCW. Duggan, então, começou uma rivalidade com o grupo anti-americano Revolution (Shane Douglas, Dean Malenko, Perry Saturn e Asya). No Starrcade, ele e seus parceiros surpresas, o reunido Varsity Club (Kevin Sullivan, Mike Rotunda e Rick Steiner), foram derrotados por Revolution após o Club trair Duggan. Como resultado, no Nitro da noite seguinte, Duggan foi forçado a denegrir a bandeira americana, mas se recusou a fazê-lo. Em resposta, a Revolution o atacou, até os Filthy Animals lhe salvarem.

#### Campeão Mundial Televisivo, Team Canada e demissão (2000—2001)
Durante este período, ele encontrou o cinturão do Campeonato Mundial Televisivo da WCW em uma lata de lixo, onde havia sido jogado por Scott Hall, e se autoproclamou campeão. Ele defenderia o título exclusivamente no Saturday Night e permaneceria campeão até a desativação do título. Nesta época, Duggan perdeu confiança em si como lutador. Em um episódio do Nitro, Duggan foi atacado por Goldberg. Duggan, então, desafiou Goldberg para uma luta, sendo derrotado. Após o reinício das histórias da WCW após o fim da nWo, duas facções rivais foram formadas: Millionaire's Club e the New Blood. O Millionaire's Club consistia de veteranos e a New Blood, lutadores mais novos. Duggan se tornou parte do Millionaire's Club.
Ao fim de sua carreira na WCW, ele se tornou um vilão ao abandonar seu personagem patriota e se aliar ao canadense Lance Storm e seu grupo Team Canada. A história começou quando Duggan começou a trabalhar com os Misfits In Action (MIA), mas no Fall Brawl, ele traiu o líder do grupo General Rection durante sua luta com Storm. Nesta época, Duggan cortou sua barba e cantava "O Canada". No Halloween Havoc, Duggan e Storm foram derrotados por Rection. Duggan continuou a custar lutas para Team Canada, mas ajudou Storm a derrotar The Cat no Starrcade. Após a luta Team Canada traiu Duggan, que começou uma rivalidade com o grupo. No Sin, Duggan foi o árbitro de uma luta Penalty Box entre Team Canada e Filthy Animals.

### Circuito independente e Total Nonstop Action Wrestling (2002—2005)
Após a WCW ser comprada pela WWF em março de 2001, Duggan passou a lutar no circuito independente. Em 5 de dezembro de 2002, Duggan derrotou Krusher Kong no LWE Xplosion. Em 12 de março de 2003, no NWA Total Nonstop Action (TNA), Duggan fez uma aparição surpresa e derrotou Mike Sanders. Duggan fez mais uma aparição na TNA em 29 de outubro, sendo derrotado por Jeff Jarrett.

### Retorno à WWE (2005—2009)

#### Dupla com Eugene (2005—2006)

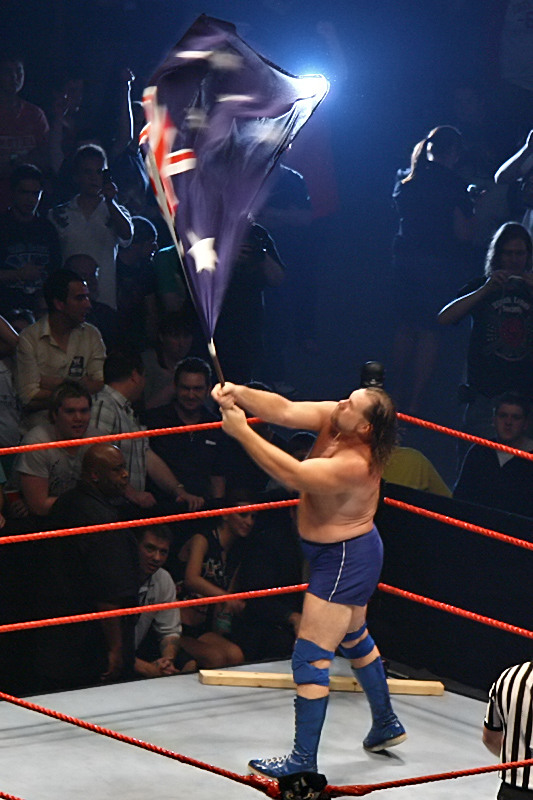
Duggan com a bandeira australiana em uma turnê no país em 2007.

Duggan apareceu no Raw de 3 de outubro de 2005, o Raw Homecoming. Ele e diversos lutadores antigos atacaram Rob Conway após ele insultá-los. Ele foi uma das opções em quem os fãs poderiam votar para formar uma dupla com Eugene no Taboo Tuesday para enfrentar Conway e Tyson Tomko (Jimmy Snuka foi escolhido no lugar de Duggan). Ele retornou no Royal Rumble, utilizando seu bordão "Hooo!" (em inglês, som aproximado de whore, "vadia", em tradução livre) para insultar Lita e Edge a pedido de John Cena. Duggan e Edge começaram uma curta rivalidade, que culminou em uma luta no Raw de duas semanas depois, com Edge vencendo após distração de Lita.
Após a rivalidade com Edge e Lita, se tornou um mentor de Eugene, com os dois criando uma rivalidade com Spirit Squad. Duggan passou a lutar no Heat e a realizar aparições no Raw com Eugene e The Highlanders. No Raw de 6 de novembro, Duggan e Eugene foram derrotados por Spirit Squad. Como estipulação, os dois deveriam se separar. Após o combate, Eugene atacou Duggan, se tornando um vilão no processo. Três semanas depois, Eugene derrotou Duggan. No Raw de 18 de dezembro, Duggan participou de uma battle royal para definir o desafiante pelo Campeonato da WWE de John Cena. A luta foi vencida por Edge.

#### Raw (2007—2009)
No New Year's Revolution, Duggan e Super Crazy participaram de uma luta para definir os desafiantes pelo Campeonato Mundial de Duplas, mas foram derrotados. No Raw de 15 de janeiro, foi arrastado e espancado por Rated-RKO (Edge e Randy Orton). Edge e Orton temiam que Duggan ajudasse Shawn Michaels em uma luta 2-contra-1, já que os dois lutaram juntos na Mid-South Wrestling 20 anos antes. No Raw de 5 de março, Duggan participou do Masterlock Challenge de Chris Masters, sendo derrotado.
Após meses lutando no Heat, Duggan retornou ao Raw em julho, aliando-se a The Sandman contra Carlito e William Regal. A dupla durou pouco e Duggan retornou ao Heat e Sandman foi logo demitido. No Raw de 6 de agosto, Duggan participou do WWE Dating Game, paródia do The Dating Game. No entanto, Duggan perdeu quando Maria escolheu Ron Simmons. Em 17 de setembro, Duggan lesionou seu joelho.
Em 31 de dezembro, ele perdeu uma luta qualificatória do Royal Rumble de 2008 para Umaga. Após isto, ele passou a lutar primariamente no Heat, derrotando lutadores locais e se aliando a Super Crazy. No Raw de 17 de março, ele participou de uma luta 17-contra-2 contra John Cena e Randy Orton. Após Cody Rhodes ser eliminado, todos os membros do elenco do Raw atacaram Cena e Orton, causando uma desqualificação. Duggan também participou de uma luta 12-contra-12 na ECW de 25 de março. Duggan participou de uma battle royal de 24 lutadores antes do WrestleMania XXIV.
No verão de 2008, Duggan começou uma curta rivalidade com Cody Rhodes e Ted DiBiase após os dois tentarem forçar Duggan a se aposentar e deixar espaço para novos talentos. Duggan foi impedido de fazê-lo por Jerry "The King" Lawler. Duggan e Lawler foram derrotados por Rhodes e DiBiase no Raw de 25 de agosto de 2008. No Raw de 20 de outubro, Duggan confrontou Santino Marella e Beth Phoenix durante uma das zombarias de Marella contra seus possíveis oponentes no Cyber Sunday (Roddy Piper, Goldust e The Honky Tonk Man). Com distração de Phoenix, Marella quebrou um violão na cabeça de Duggan.
Em 2009, Duggan participou da luta Royal Rumble, sendo o 29° a entrar e estabelecendo um recorde de tempo entre duas aparições. Ele foi eliminado do combate por Big Show. Ele passou a participar do programa exclusivo do website da WWE, Top Rope Theater, que acabou quando Cryme Tyme foi transferido para o SmackDown. Após o Top Rope Theater, Duggan passou a lutar em eventos não televisionados do Raw. No Raw de 10 de agosto, Duggan foi introduzido por Sgt. Slaughter como "the best there was, the best there is, and the best there ever will be", apelido de Bret Hart, para zombar a plateia canadense.

### Segundo retorno à WWE (2011—2015)
Após lutar no circuito independente, em 2 de abril de 2011, Duggan foi introduzido ao Hall da Fama da WWE por "The Million Dollar Man" Ted DiBiase. Duggan lutou novamente pela WWE na luta Royal Rumble de 2012. Ele foi o 19° participante a entrar na luta, sendo eliminado por Cody Rhodes. No SmackDown de 3 de fevereiro, Duggan e Santino Marella foram derrotados pelos Campeões de Duplas da WWE Primo e Epico. Em 10 de abril de 2012, Duggan fez uma aparição no SuperSmackDown LIVE: Blast from the Past, sendo derrotado por Hunico por desqualificação. Em 3 de julho, no SuperSmackDown LIVE: The Great American Bash, Duggan, Sgt. Slaughter e Marella derrotaram Hunico, Camacho e Drew McIntyre. Duggan fez parte do painel de discussão do Royal Rumble de 2014 com Shawn Michaels, Ric Flair e Josh Mathews.

### Global Force Wrestling (2015—presente)
Duggan foi contratado pela Global Force Wrestling (GFW) como uma "lenda" para promover eventos e turnês da empresa.

## Outras mídias
Duggan participou do reality show WWE Legends' House, exibido pela WWE Network.
Duggan aparece como ele mesmo no filme Pro Wrestlers vs Zombies.

## Vida pessoal
Duggan e sua esposa Debra têm duas filhas, Celia and Rebecca.

Em 1987, Duggan e The Iron Sheik (Khosrow Vasiri) foram parados por uma viatura da polícia de Nova Jérsei sob suspeita de Duggan estar dirigindo embriagado. Após inspeção no veículo e nos passageiros, foi constatado que Duggan havia consumido bebida alcoólica e usado maconha, enquanto Sheik havia utilizado cocaína. Uma pequena quantidade de cocaína foi encontrada no veículo. Duggan recebeu uma soltura condicional, enquanto Sheik foi colocado em vigia por um ano. O escândalo causou a demissão de Sheik e o afastamento de Duggan da WWF.

## No wrestling
- Movimentos de finalização

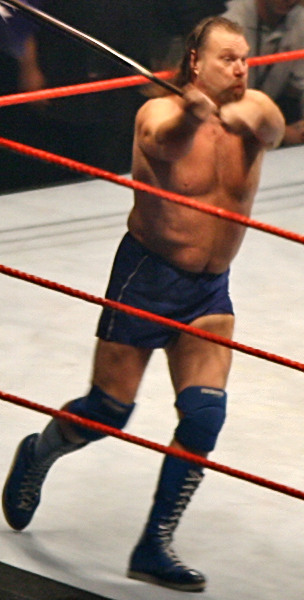
Duggan após um combate.

  - Old Glory (Running jumping knee drop)[5][96][97] – WCW; usado como movimento secundário na WWF
  - Three-point stance clothesline[2][98][99]
- Movimentos secundários
  - Atomic drop[100]
  - Leaping shoulder block[97]
  - Powerslam[100]
  - Scoop slam[1][98][99]
- Alcunhas
  - "Big"[5]
  - "Hacksaw"[1]
- Temas de entrada
  - "Two By Four" por Jim Johnston[101] (WWF/E)
  - "The Washington Post" por John Philip Sousa (WCW)

## Títulos e prêmios
- International Wrestling Association of Japan
  - IWA World Heavyweight Championship (1 vez)[102]
- International Wrestling Cartel
  - IWC Tag Team Championship (1 vez) – com Scottie Gash[103][104]
- Pro Wrestling Alabama
  - PWA Southern Tag Team Championship - com Nigel Sherrod (1 vez)
- Pro Wrestling Illustrated
  - PWI o colocou na #66ª posição dos 500 melhores lutadores individuais em 1993[105]
  - PWI o colocou na #157ª posição dos 500 melhores lutadores individuais da história no "PWI Years" em 2003[106]
- Texas All-Star Wrestling
  - TASW Championship (1 vez)[107]
- Mid-South Wrestling Association / Universal Wrestling Federation
  - Mid-South Louisiana Heavyweight Championship (1 vez)[108]
  - Mid-South North American Heavyweight Championship (1 vez)[12]
  - Mid-South/UWF World Tag Team Championship (2 times) – com Magnum T.A. (1) e Terry Taylor (1)[11][13]
- World Championship Wrestling
  - WCW United States Heavyweight Championship (1 vez)[8][10]
  - WCW World Television Championship (1 vez)[9][10]
- World Wrestling Federation / World Wrestling Entertainment
  - Royal Rumble (1988)[5][7]
  - Slammy Award por Maior Hit (1987)[5]
  - Slammy Award por Melhor Performance Vocal (1987)[5]
  - Hall da Fama da WWE (Classe de 2011)[109]
- Wrestling Observer Newsletter
  - Maior Melhora (1982)
  - Rivalidade do Ano (1985) vs. Ted DiBiase